# 메르세데스-벤츠 비전 EQXX
메르세데스-벤츠 비전 EQXX( Mercedes-Benz Vision EQXX)는 메르세데스-벤츠의 전기 컨셉트카이다.